# مارنيولي
مارنيولي (بالأذرية: Sarvan; بالجورجية: მარნეული) هي مدينة صغيرة في منطقة كفيمو كارتلي في جنوب جورجيا والمركز الإداري لبلدية مارنيولي المجاورة لأذربيجان وأرمينيا.